# BRIT Award
BRIT Awards (spesso abbreviati in BRITs) sono dei premi musicali che annualmente vengono conferiti nel Regno Unito ad artisti di musica popolare dalla British Phonographic Industry. Considerati i premi musicali più prestigiosi del Paese, per importanza sono paragonabili ai Grammy Awards statunitensi.
Il nome di questi premi era originariamente una forma ridotta delle parole British, Britain e Britannia (quest'ultimo nome derivante da quello del Britannia Music Club, per vario tempo sponsor della manifestazione), tuttavia, con il passare del tempo, è diventato un acronimo inverso di British Record Industry Trusts Show.

## Storia
La prima edizione dei cosiddetti Brits risale al 1977 sotto gli auspici del BPI, l'associazione di categoria dell'industria discografica britannica. Dopo una pausa di 4 anni, dal 1982 la cerimonia ha ripreso con cadenza annuale. Dall'edizione del 2011, i BPI Awards si svolgono presso la O2 Arena di Londra. Nel 1989 sono stati rinominati Britannia Awards, o Brit Awards. MasterCard è lo sponsor di lunga data di questo evento annuale.
BRIT è anche l'acronimo di British Record Industry Trust che aiuta i giovani nelle arti e nell'insegnamento principalmente alla BRIT School di Londra.
Le massicce sponsorizzazioni e il coinvolgimento dell'industria musicale determinano l'assegnazione dei premi senza un processo molto democratico e, molti sospettano, per motivi fortemente commerciali. Questi sono premi assegnati dall'industria musicale all'industria musicale. Robbie Williams lo precisò accettando un premio alcuni anni fa. Più recentemente, i premi hanno maggiormente seguito i gusti del pubblico che acquista musica, con gli artisti che devono dimostrare di essere popolari e di raggiungere le vette delle classifiche prima di poter essere premiati.
I Brit Awards vennero trasmessi in diretta fino al 1989, quando Samantha Fox e Mick Fleetwood presentarono uno spettacolo caotico dove quasi tutto andò storto - papere durante le presentazioni, entrate sbagliate dei gruppi e silenzi imbarazzanti durante la diretta. Dopo ciò lo spettacolo viene registrato e trasmesso la sera successiva, parte di un rinnovamento voluto da Jonathan King nel 1990.
La differita si è dimostrata essere una buona idea quando, durante una performance di Michael Jackson nel 1996, Jarvis Cocker del gruppo dei Pulp invase il palco in una improvvisa protesta sulla performance "messianica" di Jackson. Ci sono state molte altre situazioni degne di nota, compresi diversi politici inglesi che hanno annunciato i premi e sono stati bruscamente interrotti (e, nel caso di John Prescott, gli è stata rovesciata acqua addosso, ai premi del 1998, dal cantante dei Chumbawamba Danbert Nobacon) ed una notevole esibizione dei The KLF nel 1992.
Per i Brit Awards del 2007 lo spettacolo venne di nuovo trasmesso in diretta dalla TV inglese il 14 febbraio 2007 su ITV1. Per l'occasione, Russell Brand presentò l'evento. Tre premi vennero esclusi dalla cerimonia del 2007 - Migliore Gruppo Rock Inglese, Migliore Gruppo Urban Inglese e Migliore Gruppo Pop.
Ogni maggio si svolge una cerimonia di premi equivalente per la musica classica, chiamata Classical Brit Awards.

## Categorie
- British Album of the Year (album britannico dell'anno)
- British Single of the Year (singolo britannico dell'anno)
- British Video of the Year (video britannico dell'anno)
- British Producer of the Year (produttore britannico dell'anno)
- British Breakthrough Act (artista rivelazione britannico)
- British Female Solo Artist (artista solista femminile britannica)
- British Male Solo Artist (artista solista maschile britannico)
- British Group (gruppo britannico)
- Critics' Choice Award (scelta del pubblico)
- Global Success Award
- Icon Award
- International Female Solo Artist (artista solista femminile internazionale)
- International Male Solo Artist (artista solista maschile internazionale)
- International Group (gruppo internazionale)

## Momenti particolari

### Presentazione di Russell Brand (2007)
Alla cerimonia del 2007 il presentatore dello show, il comico Russell Brand, ha causato non pochi problemi con le sue continue battute sull'attualità, incluso l'ingresso in clinica di Robbie Williams per la sua dipendenza da farmaci ed un incidente di fuoco amico che causò la morte di un soldato inglese per mano delle forze armate americane in Iraq. L'emittente ITV1 ha ricevuto più di trecento telefonate da parte degli spettatori indignati dalle battute di dubbio gusto del presentatore che non hanno risparmiato nemmeno la Regina Elisabetta II con allusioni sessuali.

### Scontro tra Ron Wood e Brandon Block (2000)
Dopo aver consumato ingenti quantità di alcool il disc jockey Brandon Block fu vittima di uno scherzo da parte dei suoi amici, che gli dissero di andare sul palco a ritirare un fantomatico premio. A causa del suo stato di ubriachezza credette allo scherzo e salì sul palco, accanto a due scioccati Ron Wood e Thora Birch che stavano per consegnare il premio per la miglior colonna sonora. Portato via dal palco dalla sicurezza, Ron Wood gli urlò contro qualcosa e Block, liberatosi, tornò indietro di corsa dando inizio ad uno scambio di pesanti insulti, udibili da tutti a causa di un microfono lasciato acceso. Wood rovesciò il suo drink in faccia a Block e quest’ultimo fu infine portato via dal palco. Qualche tempo dopo l'incidente, Block ha dichiarato di aver fatto le sue scuse a Wood, ricevendo da parte sua un secco rifiuto.

### Provocazione di Robbie Williams a Liam Gallagher (2000)
Quando Robbie Williams lasciò i Take That, iniziò un'amicizia complicata con i fratelli Gallagher della band Oasis in occasione del Festival di Glastonbury. L'amicizia durò ben poco per lasciare il posto agli insulti a mezzo stampa con la famosa battuta di Noel Gallagher che definiva Williams come «il ballerino grasso dei Take That». Vincitore di due premi, come miglior singolo e miglior video britannico, Williams lanciò il guanto di sfida a Liam dicendo: «Dunque, qualcuno di voi vorrebbe vedermi fare a botte con Liam? Paghereste per venirci a vedere? Liam, centomila sterline tue contro centomila mie: saliremo sul ring, faremo a botte e tutti potrete vederlo in diretta tv». All'epoca Gallagher si trovava in Giappone per il tour degli Oasis, ma quando venne a sapere dell'accaduto rifiutò dicendo che «non aveva voglia di sprecare il suo tempo con un fallito che non faceva altro che farsi dalla mattina alla sera».

### Belle & Sebastian battono gli Steps come miglior artista esordiente (1999)
Nel 1999, il gruppo musicale dei Belle & Sebastian ricevette una candidatura come miglior artista esordiente britannico. Qualcuno sollevò qualche dubbio, dato che la band aveva ormai pubblicato il terzo album in quell'anno. Il premio era sponsorizzato da Radio One ed il vincitore votato dai radioascoltatori. All'epoca gli Steps erano una delle band più famose in Regno Unito e ricevettero anche loro una nomination. A sorpresa, però, vinsero il premio i Belle & Sebastian. Il sabato successivo alla premiazione, però, la stampa accusò i Belle & Sebastian di aver truccato i voti convincendo gli studenti di due università a votare per loro online. Il gruppo si difese dicendo di essere noto perlopiù agli studenti universitari e che la cantante Isobel Campbell aveva frequentato una delle due università in questione.

### I Chumbawamba tirano un secchio d'acqua a John Prescott (1998)
Nel 1998, Danbert Nobacon della band politicamente attiva Chumbawamba tirò un secchio di acqua ghiacciata al ministro laburista John Prescott. Nonostante le scuse rivolte al ministro dalla EMI Europe per conto della band, i Chumbawamba hanno continuato a dichiarare che «se John Prescott ha la faccia di presentarsi ad eventi simili nell'impresa vana di far sembrare i laburisti fighi e giovanili, allora si merita di ricevere in faccia qualsiasi cosa sia a portata di mano».

### Invasione di palco di Jarvis Cocker durante la performance diEarth Songdi Michael Jackson (1996)
Nel 1996 Michael Jackson eseguì durante la cerimonia il suo brano Earth Song. Alcuni trovarono che la presentazione del pezzo, con Jackson vestito da redentore dell'umanità, circondato da bambini adoranti (gli stessi usati per il video del singolo precedente, Will You Be There), fosse inappropriata e di cattivo gusto. Tra questi, il cantante Jarvis Cocker (
della band Pulp che invase il palco come segno di protesta. Una volta sul palco, Jarvis si sollevò correndo lungo il palcoscenico e indicando a Jackson il proprio posteriore. Cocker fu poi interrogato dalla polizia ma non ci fu nessun processo penale.

### I KLF, una mitragliatrice e una pecora morta (1992)
Nel 1992 il gruppo musicale dei The KLF fu premiato come miglior gruppo britannico ed era previsto che aprissero lo show. I The KFL si presentarono sul palco con gli Extreme Noise Terror (per eseguire una versione death metal del pezzo dance 3 a.m. Eternal) armati di mitragliatrici a salve, ed il direttore d'orchestra Sir Georg Solti si dette alla fuga. La performance si concluse con Bill Drummond che sparava a salve sul pubblico e l'annunciatore Scott Piering che diceva: «Signori e signore, i KLF lasciano ora il music business». Gli organizzatori dello show si rifiutarono poi di far ritirare il premio da un motociclista per conto della band. Più tardi, ad un party, alcune persone videro la band portare con sé una pecora morta con un cartello appeso al collo con su scritto: «Sono morta per voi pecorelle - bon appetite». I KLF si sciolsero tre mesi dopo.

### Conduzione di Samantha Fox e Mick Fleetwood (1989)
Nel 1989, nel tentativo di svecchiare lo spettacolo, gli organizzatori ebbero l'idea di far presentare i BRIT Awards a Mick Fleetwood dei Fleetwood Mac e Samantha Fox. L'inesperienza dei conduttori, un gobbo rotto e la poca preparazione crearono insieme una delle performance più simboliche della TV britannica. I presentatori continuavano a sbagliare battute, un messaggio pre-registrato di Michael Jackson non fu mai mandato in onda e vari ospiti della serata arrivarono in ritardo. 
Lo show di Samantha Fox e Mick Fleetwood si dimostrò però l'evento più importante nella storia dei BPI/Brit Awards. Fu un "disastro" tale che però risvegliò l'interesse del pubblico inglese e la TV locale fu associata al rischio della diretta. Gli organizzatori dello show avrebbero poi utilizzato per scopi pubblicitari questa dubbia fama, anche se fino al 2007 non sono mai più andati in onda in diretta.

## Artisti più premiati
Ci sono numerosi artisti, sia gruppi che solisti, ad essere stati pluripremiati durante il corso della manifestazione. La tabella riportata in basso mostra coloro i quali hanno vinto almeno tre premi.
| Artista                | Numero premi vinti |
| ---------------------- | ------------------ |
| Robbie Williams        | 13                 |
| Adele                  | 12                 |
| Coldplay               | 9                  |
| Take That              | 8                  |
| Arctic Monkeys         | 7                  |
| Annie Lennox           | 7                  |
| Dua Lipa               | 7                  |
| Ed Sheeran             | 7                  |
| One Direction          | 7                  |
| Prince                 | 7                  |
| Raye                   | 7                  |
| U2                     | 7                  |
| Beyoncé                | 6                  |
| David Bowie            | 6                  |
| Harry Styles           | 6                  |
| Michael Jackson        | 6                  |
| Oasis                  | 6                  |
| Phil Collins           | 6                  |
| Blur                   | 5                  |
| Björk                  | 5                  |
| Charli XCX             | 5                  |
| Elton John             | 5                  |
| Foo Fighters           | 5                  |
| Spice Girls            | 5                  |
| The 1975               | 4                  |
| The Beatles            | 4                  |
| Dido                   | 4                  |
| Eminem                 | 4                  |
| Emeli Sandé            | 4                  |
| Kylie Minogue          | 4                  |
| Manic Street Preachers | 4                  |
| Paul Weller            | 4                  |
| Stormzy                | 4                  |
| Beck                   | 3                  |
| Billie Eilish          | 3                  |
| Bruno Mars             | 3                  |
| Dire Straits           | 3                  |
| Justin Timberlake      | 3                  |
| Kanye West             | 3                  |
| Lady Gaga              | 3                  |
| Little Mix             | 3                  |
| R.E.M.                 | 3                  |
| Scissor Sisters        | 3                  |